# Ha-Zefira

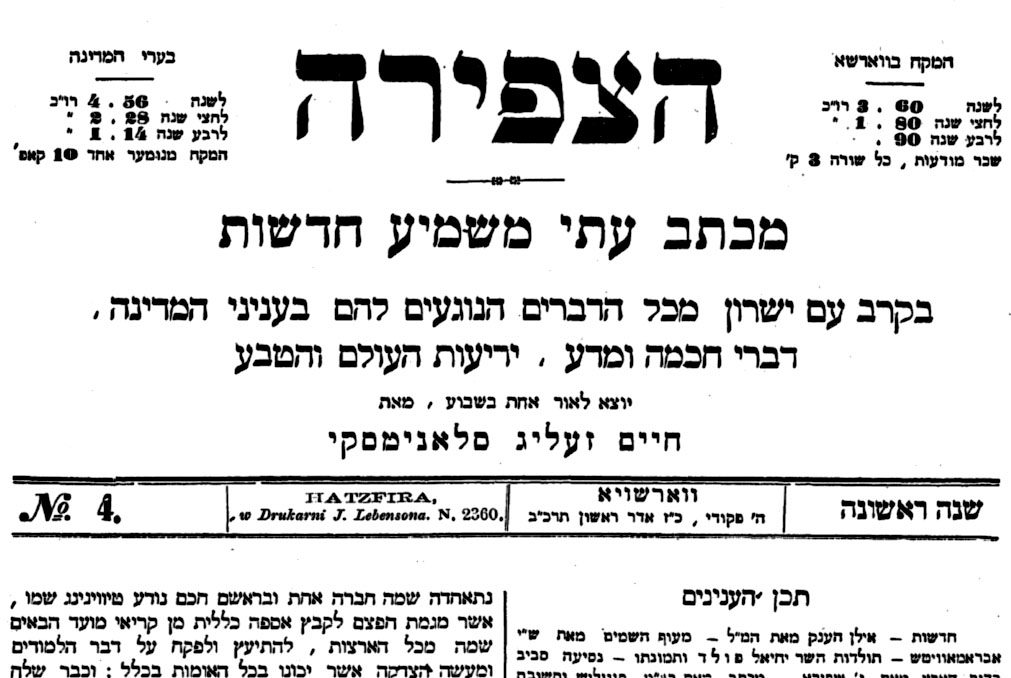
Titelblatt Ha-Zefira

Ha-Zefira (hebräisch הצפירה Der Alarm) war eine hebräische Zeitung in Warschau zwischen 1862 und 1927.

## Geschichte
1862 gründete Chajim Slonimski die Zeitschrift Ha-Zefira. Sie berichtete über Neuigkeiten und Wissenswertes aus Naturwissenschaft und Technik.
Nach einem halben Jahr stellte sie ihr Erscheinen ein.
1874 gründete Slonimski sie wieder in Berlin, ab 1875 erschien sie in Warschau. Wichtigster Mitarbeiter wurde bald Nachum Sokolow.
Die Zeitung berichtete über aktuelle politische Ereignisse.
Ab 1886 erschien sie täglich.
Seit 1897 wurde sie zu einem Organ der zionistischen Bewegung.
1906 stellte die Zeitung ihr Erscheinen ein.
Zwischen 1910 und 1914 und 1917 bis 1927 erschien sie wieder in Warschau.